# Delmino Pereira
Delmino Albano Pereira Magalhães (* 23. August 1967 in Vila Real) ist ein ehemaliger portugiesischer Radrennfahrer und von 2012 bis 2024 Präsident des portugiesischen Radsportverbandes Federação Portuguesa de Ciclismo (FPC). 

## Sportliche Laufbahn
Delmino Pereira begann mit dem Radsport 1984 als Amateur. Von 1989 bis 2001 war er Profi. In diesen Jahren war er hauptsächlich bei heimischen Rennen erfolgreich. 1990 wurde er jeweils Zweiter der Algarve- sowie der Alentejo-Rundfahrt. Bei den UCI-Straßen-Weltmeisterschaften 1991 in Stuttgart belegte er Rang 49. Im Jahre 1995 wurde er Dritter der Portugal-Rundfahrt. 1997 gewann er das Rennen Grand Prix International de Torres Vedras – Trophée Joaquim Agostinho und 2000 wurde er Zweiter des GP Crédito Agrícola da Costa Azul. Zweimal – 1989 und 1997 – wurde er portugiesischer Meister im Straßenrennen.

## Berufliches
2001 trat Pereira vom aktiven Radsport zurück. Anschließend gründete er zusammen mit zwei Brüdern in seinem Heimatort ein Unternehmen zur Herstellung von Bilderrahmen. 2012 wurde er zum Präsidenten der FPC gewählt. Auch ist er Präsident der Straßenkommission des europäischen Radsportverbandes UEC (Stand 2021). 2024 trat er als Präsident der FPC zurück; sein Nachfolger wurde Cândido Barbosa, ebenfalls ein ehemaliger Rennfahrer.